# Bettina Wischhöfer

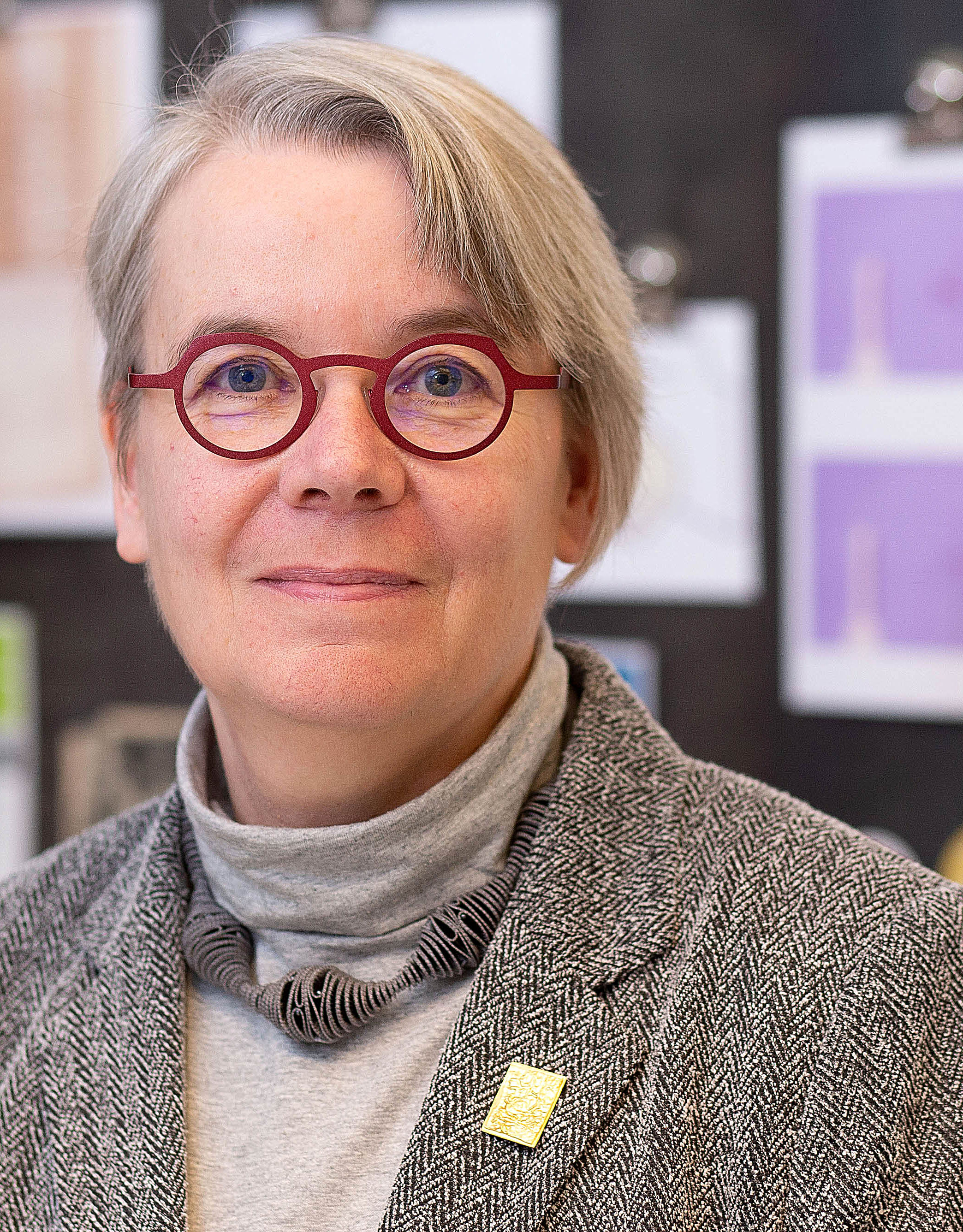
Bettina Wischhöfer, 2018

Bettina Wischhöfer (* 3. Februar 1961 in Bielefeld) ist eine deutsche Archivarin und Historikerin. Sie ist Leiterin des Landeskirchlichen Archivs Kassel.

## Leben
Bettina Wischhöfer studierte Linguistik, Literaturwissenschaft, Geschichte und Philosophie an der Universität Bielefeld (1981–1986). Nach der Studienzeit war sie wissenschaftliche Hilfskraft am Institut für Bevölkerungsforschung und Sozialpolitik (IBS). Ihre Promotion schloss sie 1990 zum Thema „Krankheit, Gesundheit und Gesellschaft in der Aufklärung. Das Beispiel Lippe 1750 – 1830“ an der Universität Bielefeld ab.
Im Anschluss absolvierte sie ein Archivreferendariat im Staatsarchiv Detmold, im Bundesarchiv Koblenz und der Archivschule Marburg von 1991 bis 1993.
1993 wirkte Wischhöfer an der Konzeption und dem Aufbau eines zentralen Archivs der Evangelischen Kirche von Kurhessen-Waldeck mit. 1994 übernahm sie die Leitung des neu gegründeten Landeskirchlichen Archivs Kassel.
2001 rief sie zusammen mit Frank-Roland Klaube und Christina Vanja anlässlich des ersten bundesweiten Tags der Archive den Arbeitskreis Kasseler Archive ins Leben. Daraus entwickelte sich ab 2006 die Arbeitsgemeinschaft „Archive in Nordhessen“, deren Vorsitzende Wischhöfer von 2012 bis 2014 war.
Sie ist Mitglied der Historischen Kommission für Hessen und Aufsichtsratsvorsitzende der Kirchenbuchportal GmbH, die das Portal Archion betreibt. Von 2004 bis 2016 war sie Leiterin des Verbands kirchlicher Archive auf EKD-Ebene. Von 2016 bis 2022 war sie Vorsitzende der Arbeitsgemeinschaft der Archive und Bibliotheken in der evangelischen Kirche (AABevK).

## Schriften und Medien (Auswahl)
- Konsistorien Kassel, Marburg, Hanau und Konsistorium Waldeck 1832. Karte. Kassel 1998 (zusammen mit Ralf Gerstheimer).
- Gesamtkonsistorium Kassel und Konsistorium Waldeck 1873. Karte. Kassel 1998 (zusammen mit Ralf Gerstheimer).
- Im Anfang war der Archivkarton – 10 Jahre Landeskirchliches Archiv Kassel. Kassel 2004.
- Landeskirchliches Archiv Kassel digital. CD-ROM mit Booklet. Kassel 2004.
- Einbandfragmente in kirchlichen Archiven aus Kurhessen-Waldeck. Kassel 2007 (zusammen mit Konrad Wiedemann).
- Erlebniswelt und Lernort Landeskirchliches Archiv Kassel. Kassel 2011.
- Pfarrhelferinnen, Vikarinnen, Pfarrerinnen – Theologinnen in Kurhessen-Waldeck. Kassel 2012.
- Praxis Archivpflege. Kassel 2014.
- „Auff ein fürnemes Fest“ – zur Geschichte der Konfirmation. Kassel 2014.
- Kurhessen und Waldeck im 19. und 20. Jahrhundert – Quellen zur Kirchengeschichte Band III. Kassel 2017 (herausgegeben zusammen mit Rainer Hering).
- Communicanten, Kommunikation - ein weites Feld. Eine virtuelle Ausstellung des Landeskirchlichen Archivs Kassel in der DDB. Kassel 2020 (zusammen mit Peter Heidtmann-Unglaube und Ralf Gerstheimer).
- Migration und Mortalität in der Frühen Neuzeit. Eine virtuelle Ausstellung des Landeskirchlichen Archivs Kassel in der DDB. Kassel 2020 (zusammen mit Peter Heidtmann-Unglaube und Ralf Gerstheimer).
- Leuchtende Kirchenfenster - zwei Generationen Glaskünstler Klonk. Eine virtuelle Ausstellung des Landeskirchlichen Archivs Kassel in der DDB. Kassel 2020 (zusammen mit Peter Heidtmann-Unglaube und Ralf Gerstheimer).
- Ich war ein Missale - Vom Doppelleben mittelalterlicher Handschriften. Eine virtuelle Ausstellung des Landeskirchlichen Archivs Kassel in der DDB. Kassel 2021 (zusammen mit Ralf Gerstheimer).
- Du wirst staunen, du wirst lachen ... - Der Kosmos in den Kanons des Herbert Beuerle. Eine virtuelle Ausstellung des Landeskirchlichen Archivs Kassel in der DDB. Kassel 2021 (zusammen mit Ralf Gerstheimer).
- Süßer die Glocken nie klingen ... Kirchenglocken erzählen. Eine virtuelle Ausstellung des Landeskirchlichen Archivs Kassel in der DDB. Kassel 2022 (zusammen mit Peter Heidtmann-Unglaube und Ralf Gerstheimer).
- "ein fürnemes Fest" ... Anmerkungen zu fast 500 Jahren Konfirmation. Eine virtuelle Ausstellung des Landeskirchlichen Archivs Kassel in der DDB. Kassel 2024 (zusammen mit Peter Heidtmann-Unglaube und Ralf Gerstheimer).
- Sozialdisziplinierung und Widerstand - Die Zweite Reformation in Hessen-Kassel 1605. Eine virtuelle Ausstellung des Landeskirchlichen Archivs Kassel in der DDB. Kassel 2025 (zusammen mit Peter Heidtmann-Unglaube und Ralf Gerstheimer).